# 西城秀樹 ベスト第1集
『西城秀樹 ベスト第1集』（さいじょうひでき ベスト だいいっしゅう）は、西城秀樹のベスト・アルバム。2002年9月10日にBMG JAPANから発売された。

## 解説
- 1981年の「センチメンタルガール」以外は、すべて1970年代の選りすぐりの曲を集めた廉価盤ベスト。発売順とは無関係な曲順に収録されている。

## 収録曲
| #         | タイトル                       | 作詞                                           | 作曲           | 編曲       | 時間  |
| --------- | ------------------------------ | ---------------------------------------------- | -------------- | ---------- | ----- |
| 1.        | 「YOUNG MAN (Y.M.C.A.)」       | V.Willis H.Belolo あまがいりゅうじ（日本語詞） | J.Morali       | 大谷和夫   | 4:43  |
| 2.        | 「ちぎれた愛」                 | 安井かずみ                                     | 馬飼野康二     | 馬飼野康二 | 2:49  |
| 3.        | 「ジャガー」                   | 阿久悠                                         | 三木たかし     | 三木たかし | 3:24  |
| 4.        | 「君よ抱かれて熱くなれ」       | 阿久悠                                         | 三木たかし     | 三木たかし | 3:55  |
| 5.        | 「ホップ、ステップ、ジャンプ」 | 山崎光                                         | 水谷公生       | 佐藤準     | 3:34  |
| 6.        | 「恋の暴走」                   | 安井かずみ                                     | 馬飼野康二     | 馬飼野康二 | 3:15  |
| 7.        | 「青春に賭けよう」             | たかたかし                                     | 鈴木邦彦       | 馬飼野康二 | 2:44  |
| 8.        | 「傷だらけのローラ」           | さいとう大三                                   | 馬飼野康二     | 馬飼野康二 | 3:06  |
| 9.        | 「遙かなる恋人へ」             | 竜真知子                                       | 馬飼野康二     | 馬飼野康二 | 4:28  |
| 10.       | 「愛の十字架」                 | たかたかし                                     | 鈴木邦彦       | 馬飼野康二 | 3:00  |
| 11.       | 「あなたと愛のために」         | 東海林良                                       | 大野克夫       | 水谷公生   | 2:54  |
| 12.       | 「炎」                         | 阿久悠                                         | 馬飼野康二     | 馬飼野康二 | 4:39  |
| 13.       | 「センチメンタルガール」       | あまがいりゅうじ                               | 鈴木キサブロー | 若草恵     | 3:29  |
| 14.       | 「ブルースカイ ブルー」        | 阿久悠                                         | 馬飼野康二     | 馬飼野康二 | 5:13  |
| 合計時間: | 合計時間:                      | 合計時間:                                      | 合計時間:      | 合計時間:  | 51:13 |